# Dobrjanka
Dobrjanka è una città della Russia europea nordorientale (Territorio di Perm'); appartiene al rajon Dobrjanskij, del quale è il capoluogo.
Sorge nella parte centrale del Territorio, lungo il fiume Kama, 61 chilometri a nord di Perm'.